# 谢尔河畔沙蒂永
谢尔河畔沙蒂永（法語：Châtillon-sur-Cher，法語發音：[ʃatijɔ̃ syʁ ʃɛʁ]）是法国卢瓦-谢尔省的一个市镇，位于该省东南部，谢尔河右岸，属于罗莫朗坦-朗特奈区。

## 地理
谢尔河畔沙蒂永（47°16'37"N, 1°29'38"E）面积29.66 平方千米，位于法国中央-卢瓦尔河谷大区卢瓦-谢尔省，该省份为法国中北部省份，北起厄尔-卢瓦省，东北接卢瓦雷省，东南接谢尔省，南至安德尔省，西南接安德尔-卢瓦尔省，西北接萨尔特省。
与谢尔河畔沙蒂永接壤的市镇（或旧市镇、城区）包括：比伊、谢姆里、库菲、梅埃尔、默讷、谢尔河畔努瓦耶、谢尔河畔塞勒。
谢尔河畔沙蒂永的时区为UTC+01:00、UTC+02:00（夏令时）。

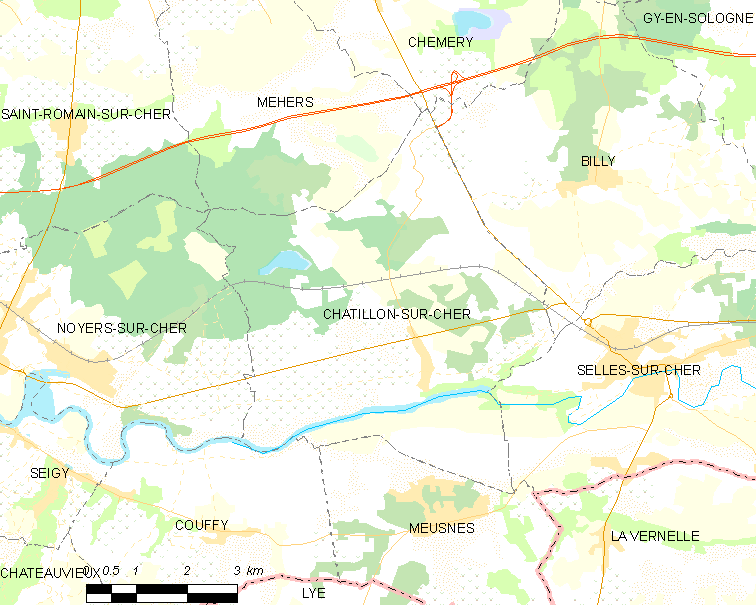
谢尔河畔沙蒂永的OSM定位图

## 行政
谢尔河畔沙蒂永的邮政编码为41130，INSEE市镇编码为41043。

## 政治
谢尔河畔沙蒂永所属的省级选区为圣艾尼昂县。

## 交通
卢瓦-谢尔省省道D976线经过境内。

## 人口

1962-2008年间谢尔河畔沙蒂永人口变化图示

谢尔河畔沙蒂永于2022年1月1日时的人口数量为1661人。